# Boetster

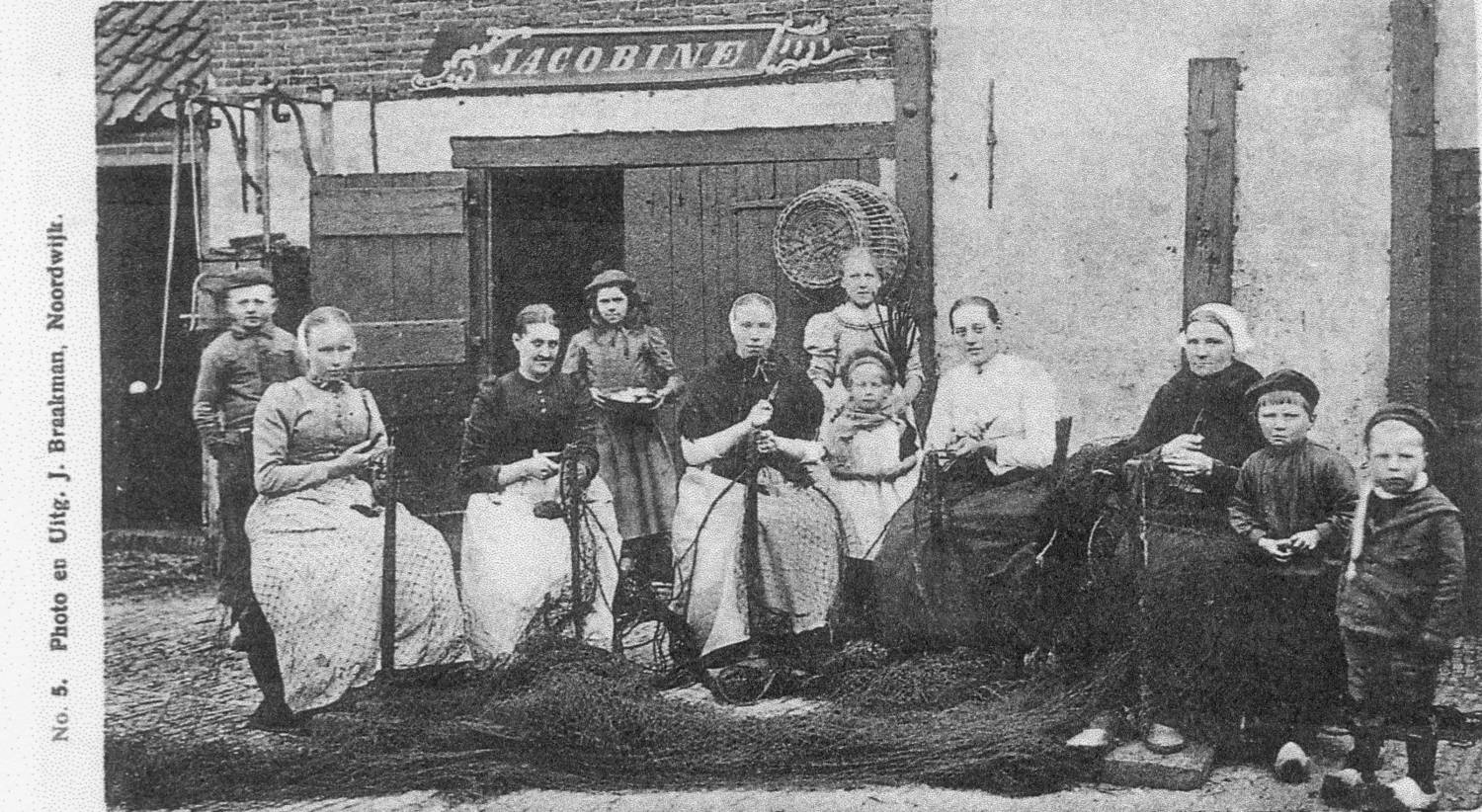
Nettenboetsters, 1895, foto/ansichtkaart van J. Braakman.

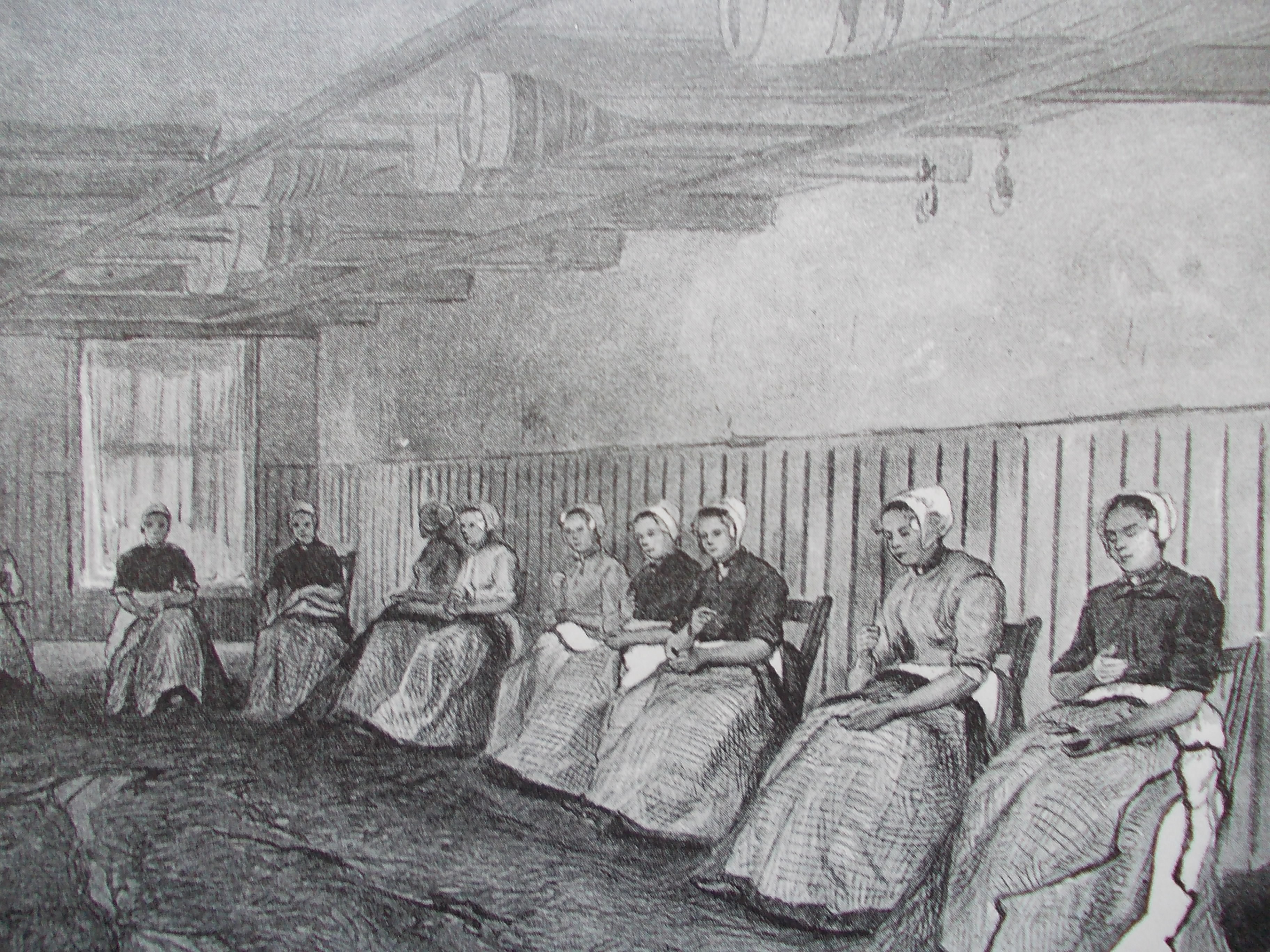
Boetzolder te Vlaardingen, 1895. Tekening P.A. Schipperus.

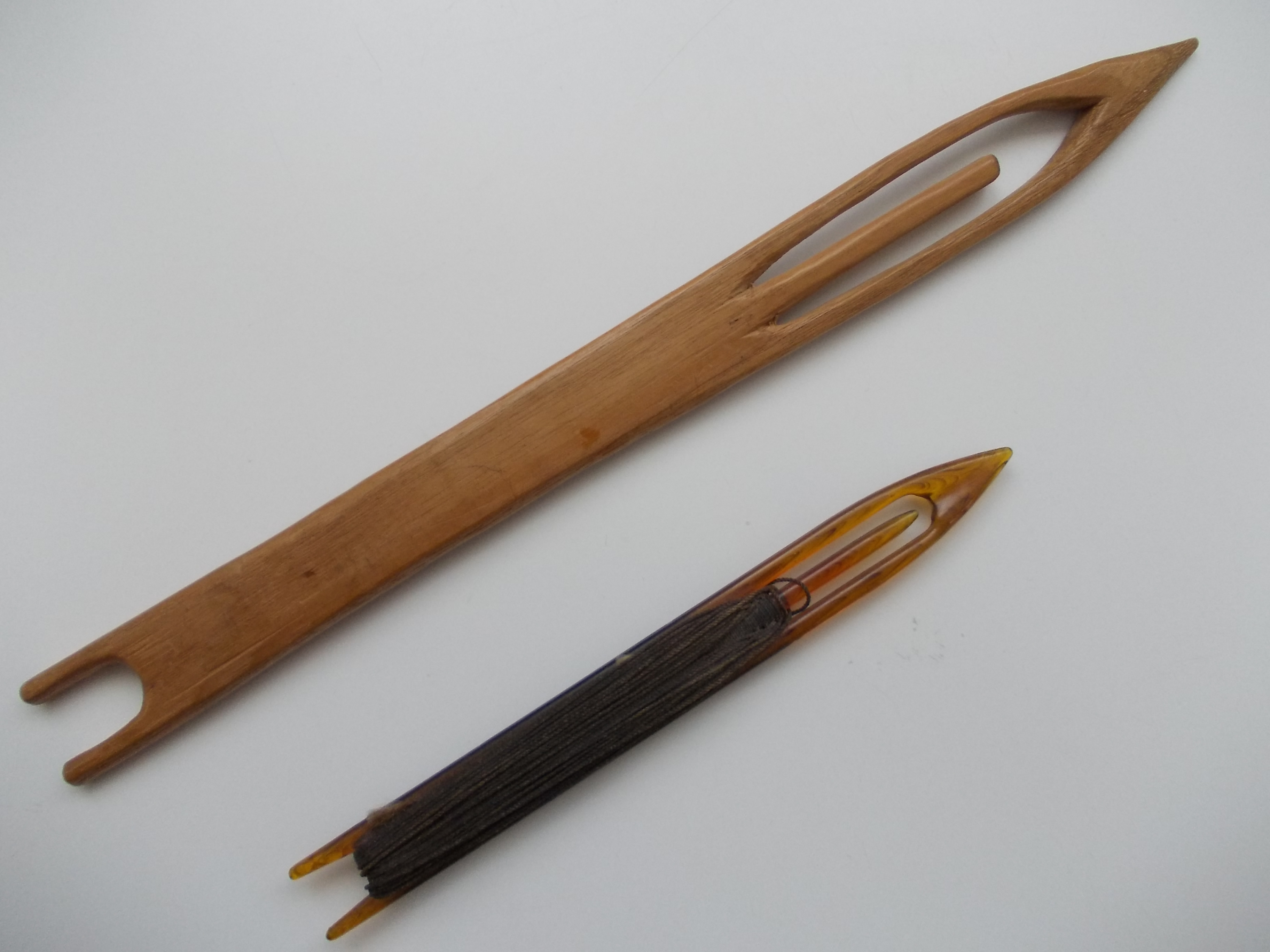
Boetnaald, gevuld met boetkatoen, kleine naald. Grote naald, in gebruik bij het breien of repareren van grotere netten.

Een boetster was een vrouw die destijds de 'staande' netten repareerde die werden gebruikt voor de vleetvisserij op haring. Deze werkzaamheid die 'Boeten' werd genoemd, werd vrijwel uitsluitend verricht door vrouwen. In tegenstelling tot wat vaak wordt gedacht, vervaardigden boetsters geen netten. Deze werden machinaal in fabrieken geproduceerd.

## Algemeen
Ten tijde van de visserij op haring met de vleet werden grote hoeveelheden haringnetten gebruikt. Een logger, een vaartuig dat bij uitstek was toegerust voor deze vorm van zeevisserij, voerde honderd of meer van dergelijke netten met zich mee. In de eerste helft van de 20e eeuw kende Nederland enige honderden loggers die toebehoorden aan plaatsen als Katwijk, Maassluis, Scheveningen, Vlaardingen en - in mindere mate - IJmuiden. De omvang van de hoeveelheid in voorraad zijnde netten is dan ook zeer groot geweest. Nadat aan het eind van de jaren zestig van de 20e eeuw aan de vleetvisserij op haring een einde was gekomen, kwam eveneens een einde aan het boeten van de netten.

## Het net
Een toenmalig haringnet was een enkelvoudig, rechthoekig, net. Het was omstreeks 30 meter lang en 15 meter breed; (in de literatuur worden verschillende afmetingen genoemd die overigens onderling niet al te veel van elkaar afwijken). Een net was opgebouwd uit scholen of mazen; de grootte van een school of maas was zodanig dat een haring die zich daarin vastzwom niet meer terug kon doordat hij met de kieuwen achter het garen van de school of maas bleef steken.
Een haringnet werd niet afzonderlijk gebruikt maar het vormde een deel van een lange reeks met elkaar verbonden netten die samen een vleet werden genoemd. De omschrijving 'staande netten' kwam voort uit de wijze waarop de netten in zee afhingen. Ze vormden daarin als het ware een muur of een want die verticaal in zee stond, zie schema. Het voor de vervaardiging van netten toegepaste garen was gemaakt van katoen. De algemeen gebruikte aanduiding van dit garen binnen de vissers- en boetsterswereld was 'boetkatoen'.

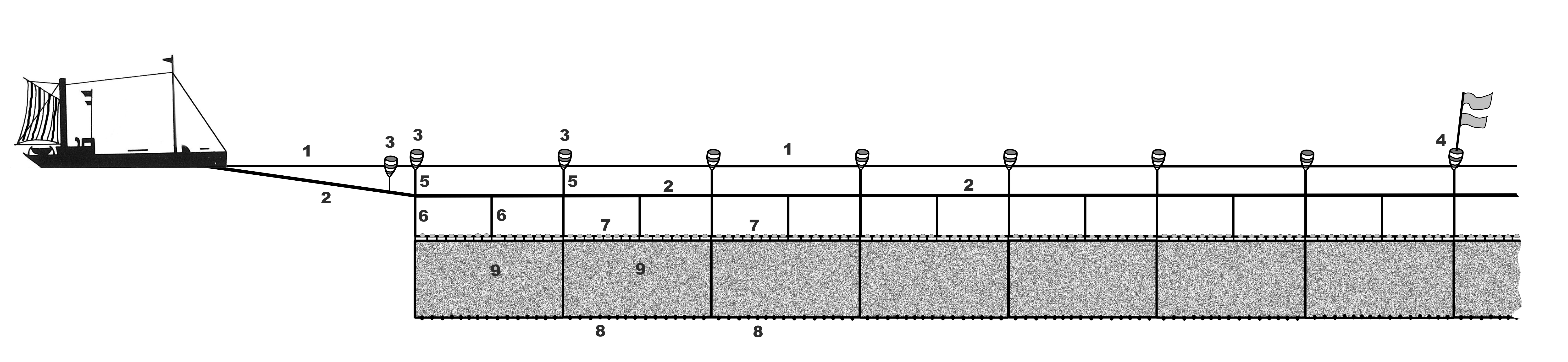

Netten of vleet 1: Water   2: Reep   3: Breels, later vervangen door 'blazen'   4: Joon    5: Breeltouw, 6m     6: Seizing, 8m    7: Speerreep met kurken vloten en stalen   8: Zinkmateriaal, lood, onder de netten   9: Netten, elk 15×30m. (In zee hangend waren de afmetingen geringer)

## Het werk
Het overboord zetten, alsmede het in zee staan van de netten tijdens plotseling opgestoken ruw weer of stormweer, kon daaraan nogal wat schade toebrengen. Wanneer een vissersschip dan ook terugkeerde van een zeereis, werden de netten van boord gehaald en naar een vlak duin- of weidegebied getransporteerd. Daar werden de netten uitgereden en meteen uitgelegd om te drogen. Tegelijkertijd werd de eventuele schade aan de netten opgenomen. Ontstane scheuren in een net moesten worden gerepareerd en de samenhang tussen de verschillende beschadigde scholen of mazen opnieuw aangebracht.
Ploegjes boetsters trokken daarom 's ochtends vroeg naar het duin- of weidelandschap om, meest zittend op de duin- of weidegrond, en soms staande, de schade te herstellen. Met een speciaal attribuut, dat 'boetnaald' was geheten, maar dat geen overeenkomst met een naald vertoonde, werden de ontdekte scheuren gerepareerd door de kapotte scholen of mazen door middel van boetkatoen tot hun juiste proporties terug te brengen.

## Samenstelling van een ploeg
Boetsters werkten niet individueel maar maakten deel uit van een ploeg vrouwen die de bezigheden collectief verrichtten. Een dergelijke ploeg werd geleid door een hoofdvrouw. Zij was degene die de vrouwen en meisjes aannam en de ploeg samenstelde. Een hoofdvrouw ging daarbij zeer selectief te werk. Als plaatselijk zeer ingewijde kende ze vrijwel alle vissersgezinnen van een dorp of vissersplaats. Jonge aspirant-boetsters werden voornamelijk uit dergelijke gezinnen gerekruteerd. Uitgaande nu van haar kennis over het vissersgezin wist een hoofdvrouw exact wie ze in haar boetstersploeg binnenhaalde. Bij het rekruteren van vrouwen ging het om geroutineerde boetsters, bij het aantrekken van meisjes betrof het vooral leerlingen.
Waar het ging om grotere rederijen, beschikten deze bedrijven over een eigen ploeg boetsters. Kleine rederijen met slechts enkele schepen konden een beroep doen op een hoofdvrouw en haar ploeg die dan meerdere kleine rederijen op hun beurt bediende. Een ploeg bestond uit ten minste tien en ten hoogste twintig vrouwen. Alhoewel de groepen vrouwen het grootste deel van hun werkzame tijd doorbrachten op het 'land', dat wil zeggen buiten, werden de vroegere - en koudere - maanden van het jaar doorgebracht op de 'boetzolders' van de rederijen.

## De benaming
De benaming 'boetster' is afgeleid van het werkwoord 'boeten'. Het gaat hier om het Middelnederlandse werkwoord 'boeten' in de zin van 'boete doen'. Het doen van boete komt neer op herstel van een gemaakte fout of een veroorzaakte schade.

## Kleding

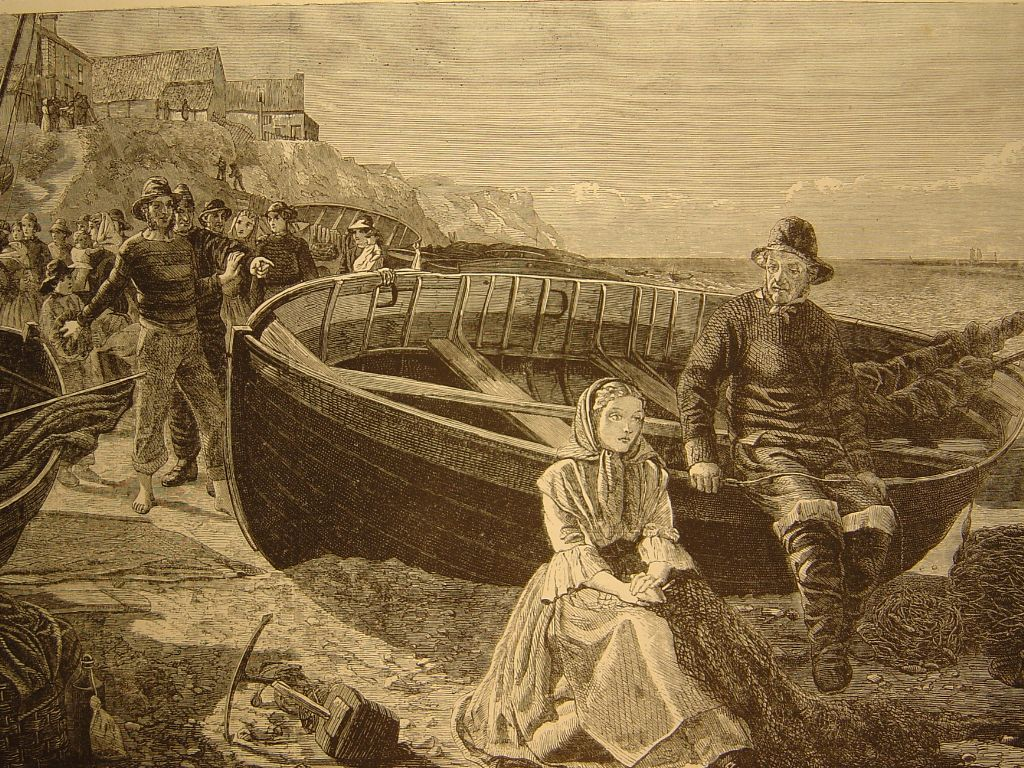
"La file de Katwijk", illustratie uit L'Illustration Européenne

Voor wat betreft Scheveningen (en vermoedelijk ook Katwijk) was er - zeker tot aan de Tweede Wereldoorlog - sprake van een vaste code op het gebied van werkkleding van een boetster. De hoofdvrouw zag er daarbij op toe dat een jong meisje van omstreeks 12 jaar reeds als aspirant-boetster verscheen in de plaatselijke klederdracht. In de werkkleding van deze boetsters vielen opmerkelijke zaken waar te nemen. Na de Tweede Wereldoorlog, toen in de kustdorpen het dragen van klederdracht sterk ging teruglopen, verviel deze - voorheen dwingende - eis. Aangezien het hier geschetste beeld over werkkleding niet behoeft op te gaan voor boetsters van andere vissersplaatsen, met uitzondering wellicht van Katwijk, wordt voor wat betreft Scheveningen in dit opzicht verwezen naar de ondervermelde literatuur.